# ارگ کلاه‌فرنگی بیرجند

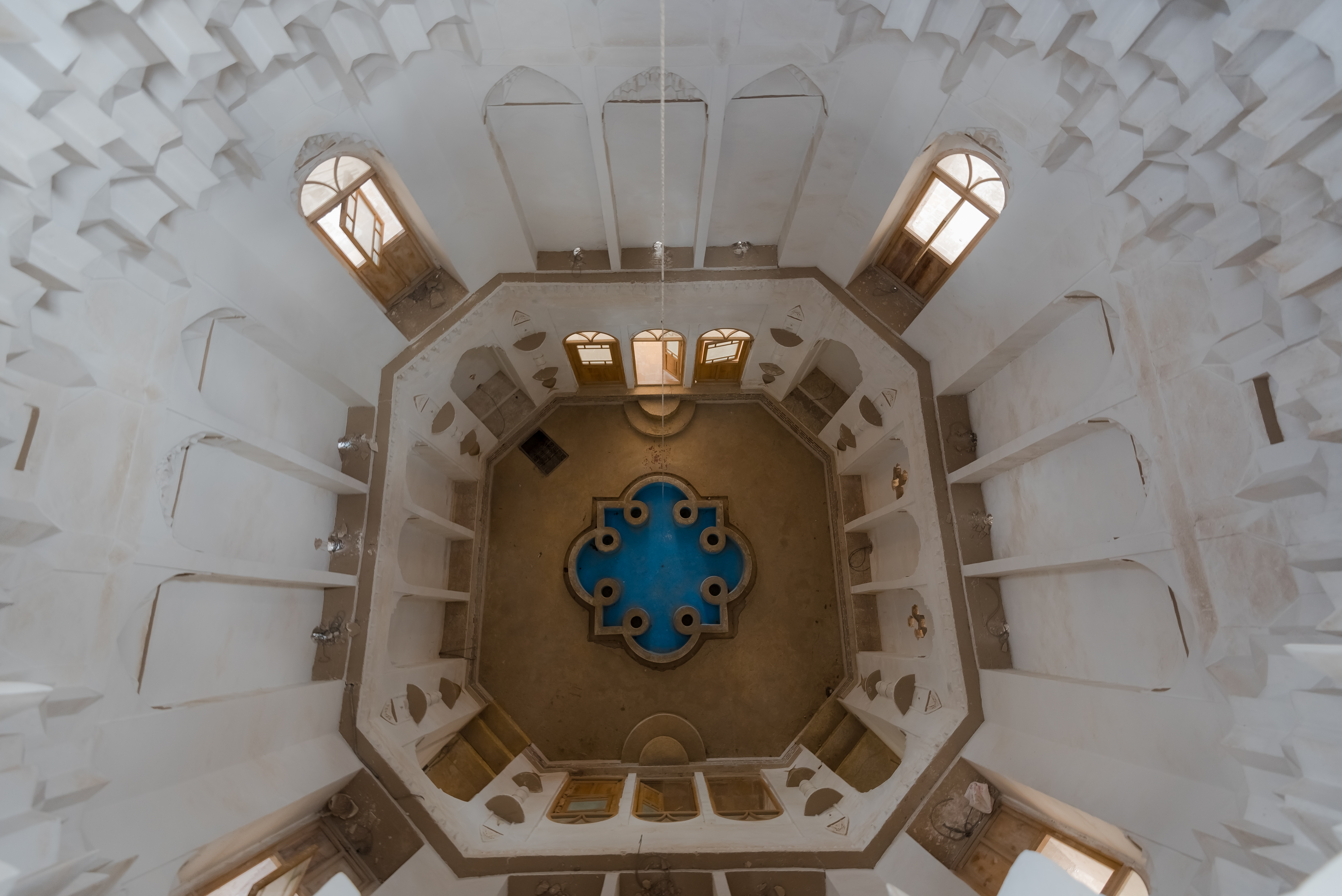
نمایی از معماری داخلی ارگ.

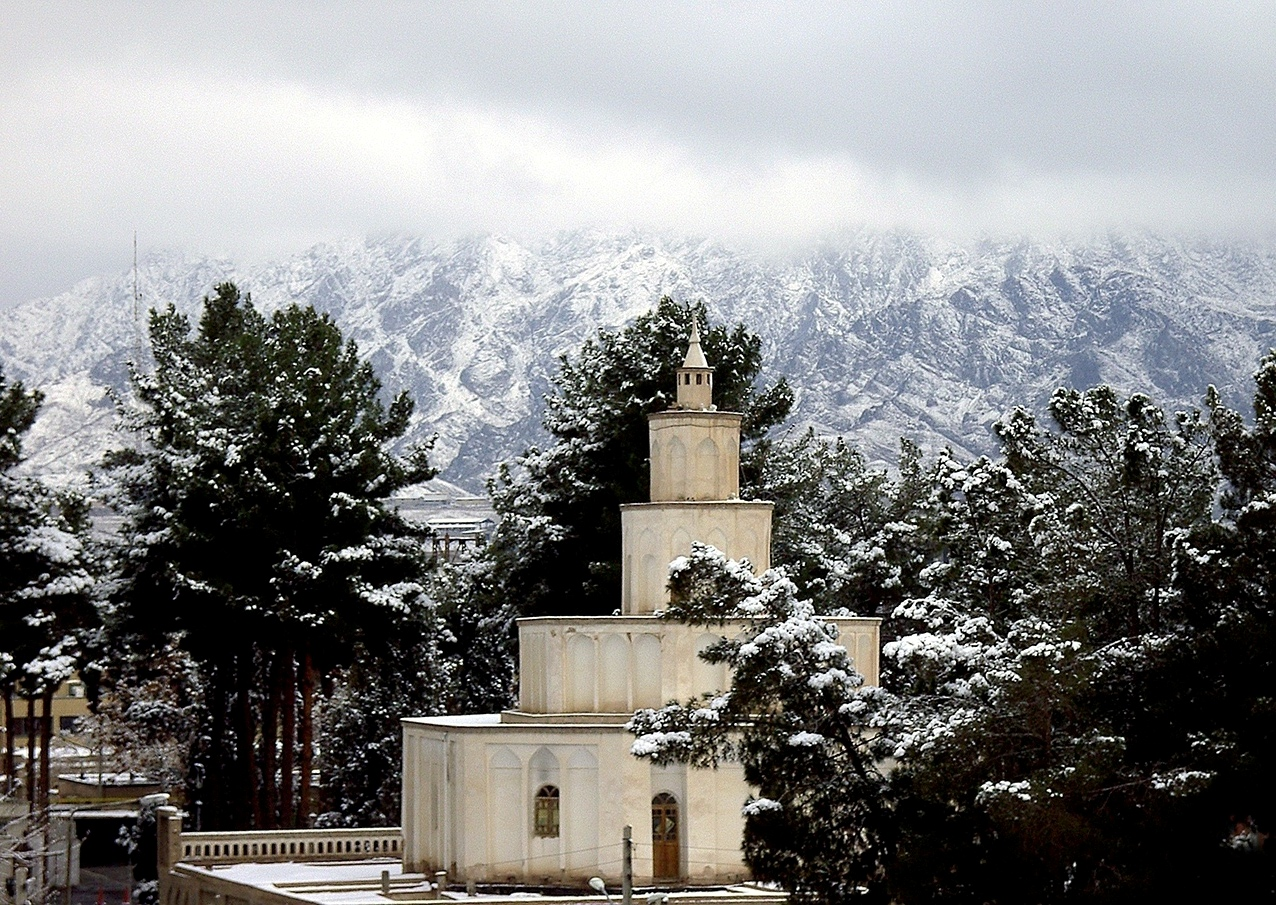
ارگ کلاه فرنگی از نمای شمالی و در فصل زمستان

ارگ کلاه فرنگی یکی از آثار تاریخی شهر بیرجند است. این بنا در دوره قاجار و بین سال‌های ۱۲۶۴ تا ۱۳۱۳ هجری قمری ساخته شده‌است و در حال حاضر این ارگ در محل فرمانداری بخش بیرجند واقع است. این ساختمان که در گذشته به نام‌های دیگری همچون ارگ حسام الدوله، قصر بی بی عروس و ارگ سرکار نیز خوانده می‌شد؛ صرف نظر از فرم زیگوراتی آن در بخش هم کف کاملترین نقشه و فضاسازی را دارا می‌باشد و قسمت ورودی ارگ جلوتر از طبقه هم کف ایجاد شده‌است که با چندین قوس طاق‌های زیبایی را در بنا به وجود آورده‌است.این اثر در تاریخ ۱۱ مرداد ۱۳۷۶ با شمارهٔ ثبت ۱۸۸۰ به‌عنوان یکی از آثار ملی ایران به ثبت رسیده است.
این ارگ که منسوب به امیر حسن خان شیبانی است و متعلق به امیر علم خزیمه بوده که وی آن را به فرمانداری بیرجند اهدا نمود.
سازمان میراث فرهنگی این بنا را به عنوان یک ساختمان قدیمی و ارزشمند به ثبت رسانده‌است. این ارگ به شکل شش ضلعی و در رأس به شکل مخروط و به رنگ سفید می‌باشد و مصالح این ساختمان از گل، آجر، آهک و ساروچ است.
این اثر تاریخی که زمانی مقر حکومتی بود از یادگارهای اواخر دوره زندیه و اوایل دوره قاجار می‌باشد. عمارت ارگ صرف نظر از فرم ویژه «زیگوارتی» و «شش اشکوبه» از چند بخش مهم تشکیل شده‌است.
بخش هم کف بنا با داشتن کاملترین نقشه و فضاسازی، جایگاه ویژه‌ای در این بنا دارد. فضای ورودی ارگ جلوتر از طبقه هم کف ساخته شده و با چند قوس زیبا و چشمگیر طاق‌هایی را در آن به وجود آورده‌است. مجموع فضاهای به وجود آمده در طبقه هم کف، علاوه بر دارا بودن تزیینات و فنون تزیینی گوناگون به گونه‌ای طراحی شده که فضاهای مختلف مانند هشتی، گنبدی‌ها و اتاق‌ها به وسیله دالان‌های ارتباطی با هم مرتبط می‌باشند.
حوضخانه بنا نیز مرکزیتی را در طبقه هم‌کف به وجود آورده به‌طوری‌که ورودی‌های مختلفی از فضای پیرامون حوضخانه به این محل گشوده می‌شوند. محوطه حوضخانه یک متر از کف اصلی بنا پایین‌تر است و به صورت هشت ضلعی طراحی و ساخته شده‌است. فضای پیرامون این مکان دارای طاق‌نماهای تزیینی با مقرنس‌های زیبا می‌باشد به تعداد طاق نماها، سکوهای کوتاهی در بخش تحتانی آن تعبیه شده‌است. روشنایی فضای حوضخانه از طریق گنبدی کلاه فرنگی و توسط پنجره‌های نورگیر تأمین می‌شود. آب‌نمای زیبایی نیز با فرم مخصوص علاوه بر تهویه حوضخانه، هوای مطبوعی را در این مکان به وجود می‌آورد. از جمله تزیینات به کار رفته در فضای حوضخانه، مقرنس، رسمی‌بندی، کاربندی‌های لانه زنبوری و تزیینات گلدانی است.
طبقه اول بنا که به صورت هشت ضلعی بر روی طبقه هم کف ساخته شده، دارای فضای کمتری است و چند اطاقک در آن ساخته شده‌است. همچنین سه طبقه دیگر بنا به صورت نمادی ساخته شده و صرفاً به دلیل فرم‌پذیری بنا می‌باشد.
این بنا در خیابان مطهری بیرجند واقع شده‌است.